# グラミー・ノミニーズ
『グラミー・ノミニーズ』（Grammy Nominees）は、グラミー賞にノミネートされた楽曲を収録したオムニバス・アルバムである。

## 2007年

### 概要
本作は2006年12月7日に発表された「第49回グラミー賞」のノミニーズ（ノミネート曲）から、主要4部門（年間最優秀レコード、年間最優秀アルバム、年間最優秀楽曲、最優秀新人賞）およびポップ部門にエントリーした楽曲を中心に構成されている。また、今回はすべての楽曲に対訳がついている。
帯には「あれも知ってる、これも知ってる」と記載され、2006年の洋楽シーンが分かる一枚になっている。
なお、新人賞にノミネートされたクリス・ブラウンの楽曲は収録されなかった。

### 収録曲・解説
- 太字は該当部門の受賞者をあらわす。なお、ノミネートとして表記したものはアルバム同様、主要4部門とポップ部門に限定している。このため、ほかのノミネート受賞に関しては補足として記載する。

1. クレイジー/ ナールズ・バークレイ - Crazy / Gnarls Barkley (2分58秒)
ノミネート：年間最優秀レコード、年間最優秀アルバム
最優秀オルタナティヴ・アルバムを受賞。
2. ビー・ウィザウト・ユー/ メアリー・J.ブライジ - Be Without You / Mary J. Blige (3分52秒)
ノミネート：年間最優秀レコード、年間最優秀楽曲
今回最多の8部門にノミネートされたものの、主要4部門の受賞はならなかった。それでも、最優秀R&Bアルバム賞、年間最優秀R&B楽曲賞、年間最優秀R&Bヴォーカル賞の3部門を受賞している。
3. プット・ユア・レコーズ・オン/ コリーヌ・ベイリー・レイ - Put Your Records On / Corinne Bailey Rae (3分33秒)
ノミネート：年間最優秀レコード、年間最優秀楽曲、最優秀新人賞
4. ウェイティング・オン・ザ・ワールド・トゥ・チェンジ/ ジョン・メイヤー - Waiting On The World To Change / John Mayer (3分19秒)
ノミネート：年間最優秀レコード、最優秀男性ポップ・ヴォーカル・パフォーマンス
5. ダニー・カリフォルニア/ レッド・ホット・チリ・ペッパーズ - Dani California / Red Hot Chili Peppers (4分40秒)
ノミネート：年間最優秀アルバム
年間最優秀ロックアルバムを受賞。
6. セクシー・バック/ ジャスティン・ティンバーレイク - Sexyback / Justin Timberlake (3分48秒)
ノミネート：年間最優秀アルバム
最優秀ダンス・レコーディングを受賞。
7. ノット・レディ・トゥ・メイク・ナイス/ ディクシー・チックス - Not Ready To Make Nice / Dixie Chicks (3分54秒)
ノミネート：年間最優秀レコード、年間最優秀アルバム、年間最優秀楽曲
アルバム『Taking The Long Way』に収録。この曲は、アメリカのイラク侵攻の準備段階時に、大統領に対する批判的な発言をしたことに端を発した、グループを取り巻く環境の変化について歌ったものである。実際、オンエアをボイコットするラジオ局もあったものの、その苦境を乗り越えての受賞となった。（詳細はディクシー・チックスの項を参照されたい。）このほか、最優秀カントリー・パフォーマンス・グループと最優秀カントリー・アルバムを受賞し、ノミネートされた5部門すべてでの受賞を成し遂げた。
8. ジーザス・テイク・ザ・ホィール/ キャリー・アンダーウッド - Jesus,Take The Wheel / Carrie Underwood (3分44秒)
ノミネート：年間最優秀楽曲、最優秀新人賞
アメリカン・アイドル第4シーズン（2005年）の優勝者で、デビューアルバム『SOME HEART』に収録（日本未発売）。歌詞は、クリスマスに実家に帰る途中で身に起こったアクシデントから、人生の悔いを改めるというものである。この他に最優秀女性カントリー・ヴォーカル・パフォーマンスと最優秀カントリー・ソングを受賞した。
9. ハイド・アンド・シーク/ イモージェン・ヒープ - Hide And Seek / Imogen Heap (2分57秒)
ノミネート：最優秀新人賞
1997年にデビューしているアーティストであるが、2006年に顕著なブレークを果たし、今回のノミネートとなった。
10. エイント・ノー・アザー・マン/ クリスティーナ・アギレラ - Ain't No Other Man / Christina Aguilera (3分47秒)
ノミネート：最優秀女性ポップ・ヴォーカル・パフォーマンス
11. アンリトゥン/ ナターシャ・ベディングフィールド - Unwritten / Natasha Bedingfield (3分50秒)
ノミネート：最優秀女性ポップ・ヴォーカル・パフォーマンス
日本では2004年に今作が発表されヒットした。アメリカでは2005年から2006年にかけてロングヒットを記録している。
12. ユー・キャン・クローズ・ユア・アイズ/ シェリル・クロウ - You Can Close Your Eyes / Sheryl Crow (2分07秒)
ノミネート：最優秀女性ポップ・ヴォーカル・パフォーマンス
シェリル本人が選曲したアルバム『Sheryl Crow Artist's Choice』に収録。スターバックス限定で入手可能となっている。この楽曲は、ジェームス・テイラーの作品である。
13. ストゥーピッド・ガールズ/ P!NK - Stupid Girls / Pink (3分14秒)
ノミネート：最優秀女性ポップ・ヴォーカル・パフォーマンス
14. ブラック・ホース・アンド・ザ・チェリー・ツリー/ ケイティー・タンストール - Black Horse And The Cherry Tree / KT Tunstall (2分51秒)
ノミネート：最優秀女性ポップ・ヴォーカル・パフォーマンス
15. ユア・ビューティフル/ ジェイムス・ブラント - You're Beautiful / James Blunt (3分20秒)
ノミネート：年間最優秀レコード、年間最優秀楽曲、最優秀新人賞、最優秀男性ポップ・ヴォーカル・パフォーマンス
16. セイヴ・ルーム/ ジョン・レジェンド - Save Room / John Legend (3分42秒)
ノミネート：最優秀男性ポップ・ヴォーカル・パフォーマンス
17. ジェニー・レン/ ポール・マッカートニー - Jenny Wren / Paul McCartney (2分08秒)
ノミネート：最優秀男性ポップ・ヴォーカル・パフォーマンス
18. バッド・デイ〜ついてない日の応援歌/ ダニエル・パウター - Bad Day / Daniel Powter (3分53秒)
ノミネート：最優秀男性ポップ・ヴォーカル・パフォーマンス
19. マイ・ハンプス/ ブラック・アイド・ピーズ - My Humps / The Black Eyed Peas (3分44秒)
ノミネート：最優秀ポップ・パフォーマンス・グループ
20. アイ・ウィル・フォロー・ユー・イントゥ・ザ・ダーク/ デス・キャブ・フォー・キューティー - I Will Follow You Into The Dark / Death Cab For Cutie (3分09秒)
ノミネート：最優秀ポップ・パフォーマンス・グループ
21. オーヴァー・マイ・ヘッド〜想いのすべてを歌にして/ ザ・フレイ - Over My Head (Cable Car) / The Fray (3分55秒)
ノミネート：最優秀ポップ・パフォーマンス・グループ
22. イズ・イット・エニー・ワンダー?/ キーン - Is It Any Wonder? / Keane (3分02秒)
ノミネート：最優秀ポップ・パフォーマンス・グループ
23. スティックウィッチュー/ ザ・プッシーキャット・ドールズ - Stickwitu / The Pussycat Dolls (3分27秒)
ノミネート：最優秀ポップ・パフォーマンス・グループ

### 主要4部門候補曲
黄色*で表示は、該当部門での受賞者である。
| 年間最優秀レコード                       | 年間最優秀レコード                       | 年間最優秀楽曲                           | 最優秀新人賞       |
| ---------------------------------------- | ---------------------------------------- | ---------------------------------------- | ------------------ |
| Mary J. Blige / Be Without You           | Dixie Chicks / Taking The Long Way *     | Mary J. Blige / Be Without You           | James Blunt        |
| James Blunt / You're Beautiful           | Gnarls Barkley / St. Elsewhere           | Carrie Underwood / Jesus, Take The Wheel | Chris Brown        |
| Dixie Chicks / Not Ready To Make Nice *  | John Mayer / Continuum                   | Dixie Chicks / Not Ready To Make Nice *  | Imogen Heap        |
| Gnarls Barkley / Crazy                   | Red Hot Chili Peppers / Stadium Arcadium | Corinne Bailey Rae / Put Your Records On | Corinne Bailey Rae |
| Corinne Bailey Rae / Put Your Records On | Justin Timberlake / FutureSex/LoveSounds | James Blunt / You're Beautiful           | Carrie Underwood * |

## 2008年
1. ワット・ゴーズ・アラウンド…カムズ・アラウンド(インタールード) / ジャスティン・ティンバーレイク(5:11)
2. リハブ / エイミー・ワインハウス(3:33)
3. イレプレイスブル / ビヨンセ(3:47)
4. ザ・プリテンダー / フー・ファイターズ(4:28)
5. メイクス・ミー・ワンダー / マルーン5(3:31)
6. ワン・トゥー・スリー・フォー / ファイスト(3:09)
7. メイク・ア・メモリー / ボン・ジョヴィ(4:04)
8. ダンス・トゥナイト / ポール・マッカートニー(2:52)
9. キャンディマン / クリスティーナ・アギレラ(3:13)
10. セイ・イット・ライト / ネリー・ファータド(3:41)
11. グッド・ライフ feat.T-ペイン / カニエ・ウェスト(3:28)
12. リヴァー feat.コリーヌ・ベイリー・レイ / ハービー・ハンコック(5:02)
13. ホワット・ユー・ギヴ・アウェイ / ヴィンス・ギル/シェリル・クロウ(4:50)
14. ビフォー・ヒー・チーツ / キャリー・アンダーウッド(3:17)
15. ヘイ・ゼア・デライラ / プレイン・ホワイト・ティーズ(3:46)
16. ライク・ア・スター / コリーヌ・ベイリー・レイ(3:58)
17. ワーキング・クラス・ヒーロー / グリーン・デイ(4:02)
18. イッツ・ノット・オーヴァー / ドートリー(3:31)
19. イフ・エヴリワン・ケアード / ニッケルバック(3:35)
20. イッキー・サンプ / ザ・ホワイト・ストライプス(3:46)
21. インスタント・カーマ / U2(3:09)

## 2009年
1. 美しき生命 / コールドプレイ(3:43)
2. アメリカン・ボーイ feat.カニエ・ウェスト / エステル(4:01)
3. こんなハズじゃなかったラヴ・ソング / サラ・バレリス(3:52)
4. クローサー / Ne-Yo(3:53)
5. ゴット・マネー〜マネーはレディーと寝て待て! feat.T-ペイン / リル・ウェイン(4:05)
6. プリーズ・リード・ザ・レター / ロバート・プラント/アリソン・クラウス(3:54)
7. ハウス・オブ・カーズ / レディオヘッド(5:27)
8. ラヴ・ドント・リヴ・ヒア / レディ・アンティベレム(3:50)
9. バーニン・アップ / ジョナス・ブラザーズ(2:53)
10. ニード・ユー・バッド / ジャズミン・サリヴァン(4:11)
11. マーシー / ダフィー(3:39)
12. ペーパー・プレーンズ / M.I.A.(3:22)
13. チェイシング・ペイヴメンツ / アデル(3:30)
14. キス・ア・ガール / ケイティ・ペリー(2:59)
15. ブリーディング・ラヴ / レオナ・ルイス(3:59)
16. ソー・ホワット / P!NK(3:33)
17. ゴーイング・オン / ナールズ・バークレイ(2:54)
18. アポロジャイズ / ワンリパブリック(3:26)
19. ウォント・ゴー・ホーム・ウィズアウト・ユー / マルーン5(3:45)
20. 夏の約束 / イーグルス(7:47)

## 2010年
1. アイ・ガッタ・フィーリング / ザ・ブラック・アイド・ピーズ(4:07)
2. ポーカー・フェイス / レディー・ガガ(3:58)
3. ユーズ・サムバディ / キングス・オブ・レオン(3:52)
4. ユー&ミー / デイヴ・マシューズ・バンド(4:19)
5. ユー・ビロング・ウィズ・ミー / テイラー・スウィフト(3:51)
6. フォーリン・フォー・ユー / コルビー・キャレイ(3:37)
7. ユー・ファウンド・ミー / ザ・フレイ(4:03)
8. ソーバー / P!NK(4:13)
9. ウィズアウト・ユー / ケリー・クラークソン(3:33)
10. ホット&コールド / ケイティ・ペリー(3:41)
11. ヘイロー / ビヨンセ(3:45)
12. ホームタウン・グローリー / アデル(3:33)
13. チキン・フライド / ザック・ブラウン・バンド(3:35)
14. イット・ハプンズ / シュガーランド(3:02)
15. アイ・ラン・トゥ・ユー / レイディ・アンティベラム(3:49)
16. ヒア・カムズ・グッバイ 〜さよならの瞬間〜 / ラスカル・フラッツ(4:05)
17. 21ガンズ / グリーン・デイ(5:22)
18. 天然色の人生2 / コールドプレイ(3:37)
19. アイル・ゴー・クレイジー・イフ・アイ・ドント・ゴー・クレイジー・トゥナイト / U2(4:14)
20. マイ・ウェイ・ホーム (ライヴ) / エリック・クラプトン&スティーヴ・ウィンウッド(5:32)